# Mediaster arcuatus
Mediaster arcuatus är en sjöstjärneart som först beskrevs av Percy Sladen 1889.  Mediaster arcuatus ingår i släktet Mediaster och familjen ledsjöstjärnor.
Artens utbredningsområde är havet kring Nya Zeeland. Inga underarter finns listade i Catalogue of Life.